# World Join Center
Il World Join Center è un grattacielo che si trova a Milano, in viale Achille Papa a poca distanza dal quartiere storico della Fiera Campionaria.

## Descrizione
In origine doveva essere destinato ad ospitare aziende legate all'oreficieria creando un punto di riferimento mondiale in questo settore. L'edificio è stato in seguito adibito ad attività terziaria con la presenza di uffici e spazi per gli eventi, nonché di suite per il pernottamento degli ospiti. Complessivamente la superficie calpestabile è di 1.200 m2. Nel complesso è presente la WJC Square, la più grande piazza coperta di Milano, con oltre 2800 m² di spazio attrezzato e modulabile per eventi che può ospitare dalle 800 alle 2000 persone. L'intero complesso è adibito alla promozione di eventi, sfilate di moda, mostre, lancio di nuovi brand, presentazione e esposizione di prodotti.
Il complesso edilizio è formato da due edifici, una torre e un corpo di fabbrica più basso che sono stati completati nel 2009. Il grattacielo è alto 78 metri per 20 piani mentre l'edificio più basso comprende due piani. Il progetto è degli architetti Studio Urbam e Marco Cerri ed è stato inaugurato nel 2010. Da un punto di vista ambientale ed energetico, il World Join Center è a impatto zero. All'interno del complesso edilizio è presente anche un auditorium con 206 posti a sedere. Dal 2019 il World Join Center ospita il secondo ristorante più alto d'Italia e il più alto a Milano. Si trova all'ultimo piano della torre e offre un panorama a 360° sulla città.